# 17879 Robutel
17879 Robutel este un asteroid din centura principală de asteroizi.

## Descriere
17879 Robutel este un asteroid din centura principală de asteroizi. A fost descoperit pe 22 ianuarie 1999 la Caussols, în cadrul proiectului ODAS. Asteroidul prezintă o orbită caracterizată de o semiaxă mare de 2,28 ua, o excentricitate de 0,11 și o înclinație de 4,7° în raport cu ecliptica.